# 恩尼奥·法尔科
恩尼奥·法尔科（義大利語：Ennio Falco，1968年1月3日—），意大利男子射击运动员。他曾代表意大利参加1996年、2000年、2004年、2008年和2012年夏季奥林匹克运动会射击比赛，其中1996年奥运会获得一枚金牌。